# ブルマスティフ
ブルマスティフ（英: Bullmastiff）は、イギリスのイングランド原産のマスティフ犬種のひとつである。ブル・マスティフ（英: Bull Mastiff）と表記することもある。

## 歴史
1860年代ごろに作出がはじめられたガードドッグである。オールド・イングリッシュ・ブルドッグとイングリッシュ・マスティフを交配させて作出された。しかし、はじめのうちは品種として固定されておらず、ただの交雑種に過ぎなかった。純血種としての繁殖が開始されたのは1924年のことで、イングリッシュ・マスティフとオールド・イングリッシュ・ブルドッグを交配させた一世代交雑犬（ハーフ犬）を、再びイングリッシュ・マスティフと戻し交配させて生まれた個体同士を交配していくことで種として固定された。
ブルマスティフの使役は農場、狩猟場、敷地を管理して不審者や密猟者を捕らえることである。イングリッシュ・マスティフの力強さとオールド・イングリッシュ・ブルドッグの獰猛性、アゴの強さを生かして侵入者に飛び掛って取り押さえた。ブルマスティフは侵入者を殺傷することはせず、主人が到着するまでしっかりと確保し続けるのが使命である。
もとは夜間のガードドッグとして働くため、毛色は暗闇に溶け込めるように黒色系のものが多かったが、密猟者などが減るとともに家庭犬として受け入れられるにつれて明色系（レッド、フォーンなど）も人気となっていった。現在は明色系の毛色の犬の方が多数派になり、伝統的な黒色系の毛色の犬はごくわずかであるが最近は見直されつつある。第二次世界大戦が起こった際には軍用犬として用いられ、難なく生き残ることが出来た。戦後は希少化して絶滅寸前になった先祖、イングリッシュ・マスティフを絶滅から救うためにそれと交配させて血を貸し、復興に役立てられた。頭数の回復後は戻し交配などによって本種の血はイングリッシュ・マスティフから取り除かれた。
現在では実用犬からショードッグ、さらにはペットとして世界的な人気を持っている。日本でもブリーディングがなされている。毎年国内で仔犬が生まれて純血種登録が行われていて、2009年度の国内登録頭数順位は134位中105位であったが、最近は大型家庭犬として ジワジワとであるが注目を浴び始めているようである。

## 特徴
その名の通り、外見は40%がオールド・イングリッシュ・ブルドッグ、60%がイングリッシュ・マスティフである。作出目的から一般に言われる「ブルドッグの顔を持ったマスティフ」ではない。頭部が大きく、その額には緊張時には深いシワができる。マズルは短く、アゴの力はオールド・イングリッシュ・ブルドッグ譲りで強靭であり、一度不審者に噛みつくと中々離さないが、現在では特別な訓練をしない限り攻撃性は無く、世界中のブリーダーの努力の結果、血統からも凶暴性は排除されている。全身の力は、イングリッシュ・マスティフ譲りで強い。耳は垂れ耳、尾は太い垂れ尾。首は大きな頭部を支えるために太く、胸は広い。筋骨隆々の体つきをしていて逞しい。しわが寄った部分は引っ張ると伸びて、他の犬に噛まれたり、牛の角に衝かれたりなどしたときにダメージを軽減する役割を果たす。脚は長く太く、丈夫なので体格は大きいがある程度の距離は走り回ることも可能である。
コートは硬いスムースコートで、毛色はフォーン、イザベラ、グレー、ブラック、ブリンドルなどの単色で、ブラック以外の単色の場合は
マズルや顔、耳に黒いマーキングが入る（このマーキングのことをブラック・マスクという）。又、これに加えて胸腹部などに小さなホワイトのマーイングが入ることもある。尚、ごく稀に薄いブルーの毛色のブルマスティフも生まれるが、この毛色は本種における退色系の毛色であると定義されており、ショードッグやブリーディングストック（繁殖用の犬）として使うことは好ましくない。これは退色系の毛色の犬同士を交配させるとアルビノ犬の誕生率が高くなり、障害を抱えた仔犬が生まれてしまう危険性が高まるからである。尚、退色系の毛色であれ、ペットとして飼育するには全く問題は無い。また、ブルーの毛色の犬全てが退色系の毛色であるというわけではないことにあらためて注意すること。
体高は雄64〜69cm、雌61〜66cmで、体重は雄50〜59kg（FCI及びAKC犬種標準）、雌45〜54kg（AKC犬種標準）41～50kg（FCI犬種標準）の大型犬。性格は主人に対して忠実である。非常に物静かで大人しく温和であるが、主人や家族に危機が迫ったと感じると勇敢に立ち向かう勇気は失われていない。この能力はガードドッグとして優秀であるが、過剰ではない為に家庭犬（ペット犬）としても同様に非常に優秀な素質となり、仔犬のうちからしつけをしておくことで忍耐強く優しい犬に育つ。見知らぬ犬や人に対してはそっけない態度を取る場合もあるが、友好性があり家族に対しては非常にフレンドリーなため、一般家庭でも飼育は十分可能であり、実際に日本でも子供がいる家庭で多く愛育されている。とはいえ、短吻種（鼻が短い）のためにいびきが大きい場合がある。マスティフ系犬種でありながら普段はイングリッシュマスティフやナポリタンマスティフのようによだれは垂らさない。子犬の時から、家族で協力して しっかりとした躾けを行なっておくことで良き家族の一員となれる。運動量は徒歩での引き運動が主体で、強制的で激しい運動は特に必要ない。かかりやすい病気は大型犬ではよく見られる股関節形成不全、目の周りのしわが眼球を圧迫して起こりやすい緑内障や稀にではあるが胃捻転、内分泌系の障害などがある。又、個体差はあるものの大食漢の場合には肥満になりやすいので、食事の管理には留意すべきである。